# Josip Pašić
Josip (Joza) Pašić (Monoštor, 29. prosinca 1913. – Zagreb, 22. svibnja 2010.) je hrvatski književnik iz Bačke u Vojvodini. Pisao je prozu: pripovijetke i romane.

## O Pašiću
Stvarateljstvo mu je u prvim poratnim godinama u klasičnim, tradicionalno-realističkim okvirima. 
Piše o tematici i problematici iz društvenog i obiteljskog života bačkih Bunjevaca i Šokaca, na ponekim mjestima s istaknutom vjerskom inspiracijom.
Jedan je od pisaca proze koji su ranije pošli tragom socijalne literature.
Opredijelio se za teme rata i poraća, interpretira svoje ratne dogodovštine i poratna zbivanja.
Svojim djelima je ušao u antologiju proze bunjevačkih Hrvata iz 1971., sastavljača Geze Kikića, u izdanju Matice hrvatske.
Pisanjem se bavio od gimnazijskih dana. Gimnaziju je pohađao u Somboru i Travniku. Bogoslovni fakultet završio u Zagrebu. Za svećenika je zaređen 29. lipnja 1939. u Subotici. Bio je župnik na župama u Vojvodini i Hrvatskoj. Poseban trag ostavio je u Pakracu gdje je bio župnik od 1955. Kao pakrački župnik umirovljen je 1983. i od tada je živio u Zagrebu i bio katedralni ispovjednik.
Umro je 22. svibnja 2010. u Zagrebu, a pokopan 26. svibnja 2010. na mjesnom groblju u Pakracu.

## Djela
- Krv se suši, Subotica, 1946.
- Tuđe suze, Zagreb, 1977.
- Najobičniji muškarac, Zagreb, 1977.
- Dida Fenjer i druge priče koje je život ispričao, Zagreb, 1981.

## Vanjske poveznice
- Antologija proze bunjevačkih Hrvata  Arhivirana inačica izvorne stranice od 15. travnja 2008. (Wayback Machine)
- Hrvatska riječ Roman u književnosti vojvođanskih Hrvata, 13. veljače 2009.